# Kurt Pettersén
Kurt Arne Pettersén (* 21. Juni 1916 in Borås; † 15. November 1957 ebenda) war ein schwedischer Ringer. Er war Olympiasieger 1948 im griechisch-römischen Stil im Bantamgewicht.

## Werdegang
Kurt Pettersén wuchs in Borås auf und begann dort als Jugendlicher beim Boras BK (BK = Brottning Klub) mit dem Ringen. Sein Trainer in Borås war Erik Söderlund. 1936 wurde er erstmals schwedischer Meister im griechisch-römischen Stil im Bantamgewicht, war aber bei den Olympischen Spielen 1936 in Berlin nur Ersatzmann in der schwedischen Mannschaft. Nachdem er sich mit Hilfe der Nationalmannschaftstrainer Rudolf Svedberg und Robert Oksa weiter entwickelt hatte, wurde er 1938 bei der Europameisterschaft im griechisch-römischen Stil in Tallinn im Bantamgewicht eingesetzt. In Tallinn gelangen ihm drei Siege, u. a. auch einer über den Deutschen Ferdinand Schmitz. Im Endkampf unterlag er aber gegen Väinö Perttunen aus Finnland und wurde damit Vize-Europameister.
Auch bei der Europameisterschaft 1939 in Oslo im griechisch-römischen Stil gelangen Kurt Pettersén im Bantamgewicht drei Siege. Er bezwang Ivar Stokke aus Norwegen, Martin Maiste aus Estland und Georg Pulheim aus Deutschland. Den Finalkampf verlor er wiederum gegen einen finnischen Ringer, Kauko Kiiseli. Damit war zum zweiten Mal Vize-Europameister geworden.
Nach dieser Meisterschaft musste Pettersén auf der internationalen Ringermatte wegen des Zweiten Weltkrieges eine Pause bis 1946 einlegen. 1946 fanden dann in Stockholm erstmals wieder Europameisterschaften im freien Stil statt. In Stockholm kam es zu der Konstellation, dass sich Lajos Bencze (Biringer) aus Ungarn, Nasuh Akar aus der Türkei, Erkki Johansson aus Finnland und Kurt Pettersen gegenseitig besiegten. Das schlechteste Ende hatte dabei Kurt Pettersén, denn er landete in der Endabrechnung auf dem 4. Platz und verpasste damit sogar eine Medaille.
Der große Triumph gelang Kurt Pettersén dann bei den Olympischen Spielen 1948 in London. Im griechisch-römischen Stil, Bantamgewicht, verlor er zwar seinen ersten Kampf überraschend gegen Raidar Maerlie aus Norwegen. Maerlie schied aber nach zwei Niederlagen in der 2. und 3. Runde aus, während sich Kurt Pettersén mit Siegen über Francesco Suppo aus Italien, Lajos Bencze, Mahmud Hassan Ali aus Ägypten und Taisto Lempinen aus Finnland die Goldmedaille erkämpfte.
Obwohl er schon 32 Jahre alt war, setzte Kurt Pettersén seine Ringerlaufbahn fort. 1949 erkämpfte er sich dabei bei der Europameisterschaft im freien Stil in Istanbul im Bantamgewicht erneut die Silbermedaille. Er unterlag dabei im Endkampf dem türkischen Lokalmatador Nasuh Akar.
1950 fanden erstmals nach 1922 in Stockholm wieder Weltmeisterschaften im Ringen (griechisch-römischer Stil) statt. Kurt Pettersén wollte dabei seine Karriere mit einem Erfolg abschließen. Es gelang ihm aber nicht, denn nach Siegen über Raidar Maerlie und Lajos Bencze verlor er gegen Mahmud Hassan Ali und belegte nur den 4. Platz im Bantamgewicht. Anschließend beendete er seine internationale Ringerlaufbahn.

## Internationale Erfolge
(OS = Olympische Spiele, WM = Weltmeisterschaft, EM = Europameisterschaft, F = freier Stil, GR = griechisch-römischer Stil, Ba = Bantamgewicht, damals bis 56/57 kg Körpergewicht)
- 1938, 2. Platz, EM in Tallinn, GR, Ba, mit Siegen über Huseyin Erkmen, Türkei, Antonín Nič, Tschechoslowakei und Ferdinand Schmitz, Deutschland sowie Niederlagen gegen Eigil Johansen, Dänemark und Väinö Perttunen, Finnland;
- 1939, 2. Platz, EM in Oslo, GR, Ba, mit Siegen über Ivar Stokke, Norwegen, Martin Maiste, Estland u. Georg Pulheim, Deutschland und einer Niederlage gegen Kauko Kiisseli, Finnland;
- 1946, 4. Platz, EM in Stockholm, F, Ba, mit Siegen über Francois Demesmaecker, Belgien u. Nasuh Akar, Türkei und Niederlagen gegen Lajos Bencze, Ungarn und Erkki Johansson, Finnland;
- 1948, Goldmedaille, OS in London, GR, Ba, mit Siegen über Francesco Suppo, Italien, Lajos Bencze, Mahmud Hassan Ali, Ägypten und Taisto Lempinen, Finnland u. trotz einer Niederlage gegen Raidar Maerlie, Norwegen;
- 1949, 2. Platz, EM in Istanbul, F, Ba, mit Siegen über Said-Mohamed Khadem, Iran u. Saad Hafez Shebata, Ägypten und einer Niederlage gegen Nasuh Akar;
- 1950, 4. Platz, WM in Stockholm, GR, Ba, mit Siegen über Lajos Bencze und Raidar Maerlie sowie einer Niederlage gegen Mahmud Hassan Ali

## Schwedische Meisterschaften
Kurt Pettersén wurde schwedischer Meister im griechisch-römischen Stil im Bantamgewicht in den Jahren 1936, 1938, 1941, 1943, 1944, 1945, 1946, 1949, 1950 und 1951.